# Caleta Portales
Caleta Portales är en bukt i Chile.   Den ligger i regionen Región de Valparaíso, i den södra delen av landet, 100 km nordväst om huvudstaden Santiago de Chile.
Runt Caleta Portales är det i huvudsak tätbebyggt. Runt Caleta Portales är det mycket tätbefolkat, med 1 135 invånare per kvadratkilometer.